# Bruck an der Leitha (huyện)
Bezirk Bruck an der Leitha là một huyện của bang của Hạ Áo ở Áo.

## Các đô thị
Các thị xã (Städte) bằng chữ đậm; các phố thị (Marktgemeinden) bằng chữ xiên, các khu ngoại ô, làng và các đơn vị khác của một đô thị được hiển thị bằngchữ nhỏ.
- Au am Leithaberge
- Bad Deutsch-Altenburg
- Berg
- Bruck an der Leitha
  - Bruck an der Leitha, Wilfleinsdorf, Schloss Prugg
- Enzersdorf an der Fischa
  - Enzersdorf an der Fischa, Margarethen am Moos
- Göttlesbrunn-Arbesthal
  - Arbesthal, Göttlesbrunn
- Götzendorf an der Leitha
  - Götzendorf an der Leitha, Pischelsdorf
- Hainburg an der Donau
- Haslau-Maria Ellend
  - Haslau an der Donau, Maria Ellend
- Hof am Leithaberge
- Höflein
- Hundsheim
- Mannersdorf am Leithagebirge
  - Mannersdorf am Leithagebirge, Wasenbruck
- Petronell-Carnuntum
- Prellenkirchen
  - Deutsch-Haslau, Prellenkirchen, Schönabrunn
- Rohrau
  - Gerhaus, Hollern, Pachfurth, Rohrau
- Scharndorf
  - Regelsbrunn, Scharndorf, Wildungsmauer
- Sommerein
- Trautmannsdorf an der Leitha
  - Gallbrunn, Sarasdorf, Stixneusiedl, Trautmannsdorf an der Leitha
- Wolfsthal